# Andrés Jorquera Tapia
Andrés Jorquera Tapia (19 de enero de 1976) es un esquiador de montaña y guía de alta montaña chileno.
El contacto con la montaña nació en su familia, lo que lo haría integrarse a la rama de montañismo de la USACH y a precticar regularmente esquí de montaña en travesía o randonnée. Desde el año 2005 comenzó su especialización; primero como instructor de la Escuela Nacional de Montaña (ENAM), para luego pasar a forma parte de la Asociación Chilena de Guías/Instructores de Montaña y Escalada A.G. (ACGM).
Jorquera Tapia asistió al Liceo Juan Bosco en el Centro Educativo Salesianos Alameda en Santiago de Chile. Posteriormente estudió ingeniería metalurgia en la Universidad de Santiago de Chile, asistiendo paralelamente también a la cátedra de administración en ecoturismo en la Universidad Andrés Bello. Luego se especializa en operaciones de seguridad pública de la Canadian Avalanche Association en la Columbia Británica.

### Carrera deportiva
Dentro de las múltiples actividades que ha reallizado. destacan por ejemplo su participación en el 1.er Campeonato Sudamericano de Esquí de Montaña en San Carlos de Bariloche, ganando la medalla de Bronce o también su participación como parte de la expedición Chilena al Manaslu como Jefe de la expedición y de logística.
| Año  | País      | Tipo       | Meta                                            | Reconocimiento                                      |
| ---- | --------- | ---------- | ----------------------------------------------- | --------------------------------------------------- |
| 2002 | Perú      | Expedición | Cordillera Vilcanota (Nº Ausangate)             |                                                     |
| 2004 | Chile     | Expedición | Campos de Hielo Sur (Intento Nº Risopatrón)     |                                                     |
| 2004 | España    | Campeonato | Campeonato Mundial de Esquí de Montaña          |                                                     |
| 2005 | Perú      | Expedición | Cordillera Blanca                               |                                                     |
| 2005 | Argentina | Expedición | Monte Aconcagua                                 |                                                     |
| 2005 | Argentina | Campeonato | 1er Campeonato Sudamericano de Esquí de Montaña | Medalla de Bronce (01h 47' 40")                     |
| 2006 | Chile     | Expedición | Campos de Hielo Norte (Nº Cristal)              |                                                     |
| 2006 | Italia    | Campeonato | Campeonato Mundial de Esquí de Montaña          |                                                     |
| 2007 | Pakistán  | Expedición | Nanga Parbat                                    | Expedición USACH: 8.125 m. (Equipo de cumbre)       |
| 2009 | Nepal     | Expedición | Manaslu                                         | Expedición Nacional: Jefe de expedición y logística |